# Rubus alnifoliolatus
Rubus alnifoliolatus är en rosväxtart som beskrevs av H. Lév.. Rubus alnifoliolatus ingår i släktet rubusar, och familjen rosväxter. Inga underarter finns listade i Catalogue of Life.